# Dissotis simonis-jamesii
Dissotis simonis-jamesii är en tvåhjärtbladig växtart som beskrevs av Buscal. och Reinhold Conrad Muschler. Dissotis simonis-jamesii ingår i släktet Dissotis och familjen Melastomataceae. Inga underarter finns listade i Catalogue of Life.